# Jacquilyn Fairweather
Jacquilyn Louise Fairweather (nacida Jacquilyn Louise Gallagher, conocida como Jackie Gallagher y Jackie Fairweather; Perth, 10 de noviembre de 1967-3 de noviembre de 2014) fue una deportista australiana que compitió en triatlón y duatlón. Estuvo casada con el tirador con arco australiano Simon Fairweather.
Ganó cuatro medallas en el Campeonato Mundial de Triatlón entre los años 1995 y 1999, y una medalla de oro en el Campeonato de Oceanía de Triatlón de 1999. Además, obtuvo tres medallas en el Campeonato Mundial de Duatlón entre los años 1994 y 1999.
En 2000 fue condecorada con la Medalla Deportiva Australiana.
Después de retirarse de la competición, trabajó entre 2001 y 2005 como entrenadora de triatlón en el Instituto Australiano de Deportes y entre 2004 y 2008 en la junta ejecutiva de la ITU.
Falleció en 2014, a los 46 años, por suicidio ocasionado por el trastorno depresivo que padecía.

## Palmarés internacional
| Campeonato Mundial    | Campeonato Mundial         | Campeonato Mundial | Campeonato Mundial |
| Año                   | Lugar                      | Medalla            | Prueba             |
| --------------------- | -------------------------- | ------------------ | ------------------ |
| 1995                  | Cancún (México)            | Medalla de plata   | Individual         |
| 1996                  | Cleveland (Estados Unidos) | Medalla de oro     | Individual         |
| 1997                  | Perth (Australia)          | Medalla de plata   | Individual         |
| 1999                  | Montreal (Canadá)          | Medalla de plata   | Individual         |
| Campeonato de Oceanía |                            |                    |                    |
| Año                   | Lugar                      | Medalla            | Prueba             |
| 1999                  | Mooloolaba (Australia)     | Medalla de oro     | Individual         |

| Campeonato Mundial | Campeonato Mundial            | Campeonato Mundial | Campeonato Mundial |
| Año                | Lugar                         | Medalla            | Prueba             |
| ------------------ | ----------------------------- | ------------------ | ------------------ |
| 1994               | Hobart (Australia)            | Medalla de bronce  | Individual         |
| 1996               | Ferrara (Italia)              | Medalla de oro     | Individual         |
| 1999               | Huntersville (Estados Unidos) | Medalla de oro     | Individual         |